# 산노미야

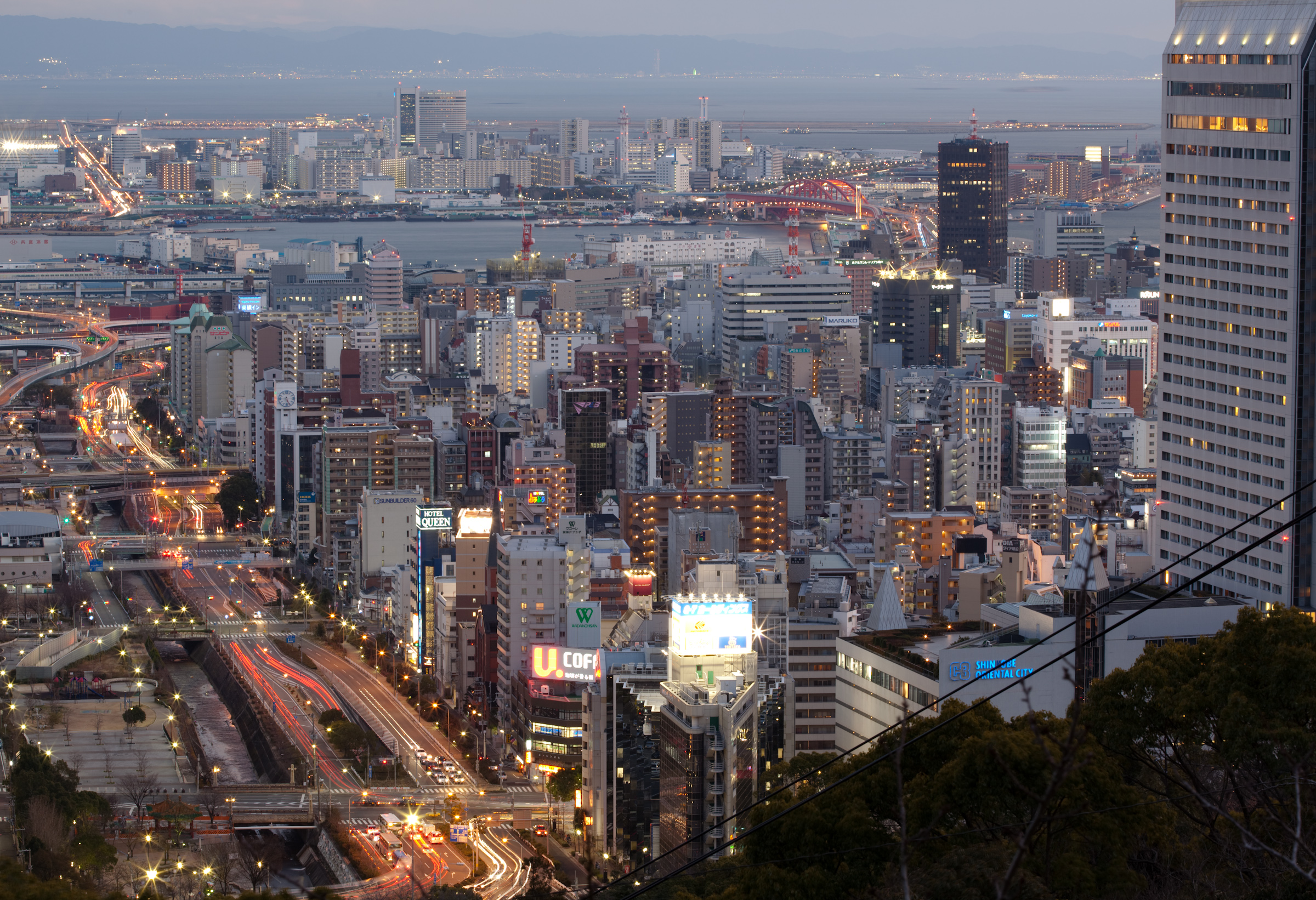
신코베에서 바라본 산노미야

산노미야(일본어: 三宮)는 일본 효고현 고베시 주오구에 위치한 번화가이다. 제2차 세계 대전 후 고베 중심지에 JR, 한큐 전철, 한신 전기 철도, 고베 시영 지하철, 포트 라이너를 탈 수 있는 고베산노미야역을 중심으로 상업 시설이 즐비하게 형성되었다.

## 같이 보기
- 다이마루
- 고베산노미야역